# Tudor Vladimirescu (okręg Braiła)
Tudor Vladimirescu – wieś w Rumunii, w okręgu Braiła, w gminie Tudor Vladimirescu. W 2011 roku liczyła 947 mieszkańców.